# Upplands runinskrifter 754
Upplands runinskrifter 754 är en vikingatida runsten av granit i Hällby, Litslena socken och Enköpings kommun.  
Runstenen är 1,35 meter hög och 1 meter bred och 0,35 meter tjock. På stenen är futharken inristad. Stenen är säkerligen en så kallad "häststen" som ryttare använde som hjälp vid påstigning.  Runorna torde ha ristats in i stenen för att bringa lycka åt ryttaren.

## Inskriften
Translitterering av runraden:
fuþork hnis ...
Normalisering till runsvenska:
''fuþork hni[a]s ...
Översättning till nusvenska:
<fuþork hnias> ...